# GAC GS7
GAC GS7 — среднеразмерный кроссовер, выпускавшийся компанией GAC Group под брендом Trumpchi с 2017 по 2021 год.

## Описание
Автомобиль GAC GS7 являлся укороченным вариантом GAC GS8 вместимостью 5 мест (вместимость GS8 составляет 7 мест). Дебют модели состоялся на Североамериканском международном автосалоне в июне 2017 года. Цены составляли от 155800 до 230000 юаней.
Автомобиль оснащался четырёхцилиндровым двигателем внутреннего сгорания с турбонаддувом объёмом 2 литра, мощностью 198 л. с. и крутящим моментом 320 Н*м. Модель базировалась на платформе Alfa Romeo 166, однако технически не имела с итальянской моделью ничего общего. В Россию GAC GS7 официально не поставлялся.
В апреле 2020 года автомобиль был модернизирован и получил название Trumpchi GS8S. От базовой модели он отличался передней и задней частью.

## Галерея

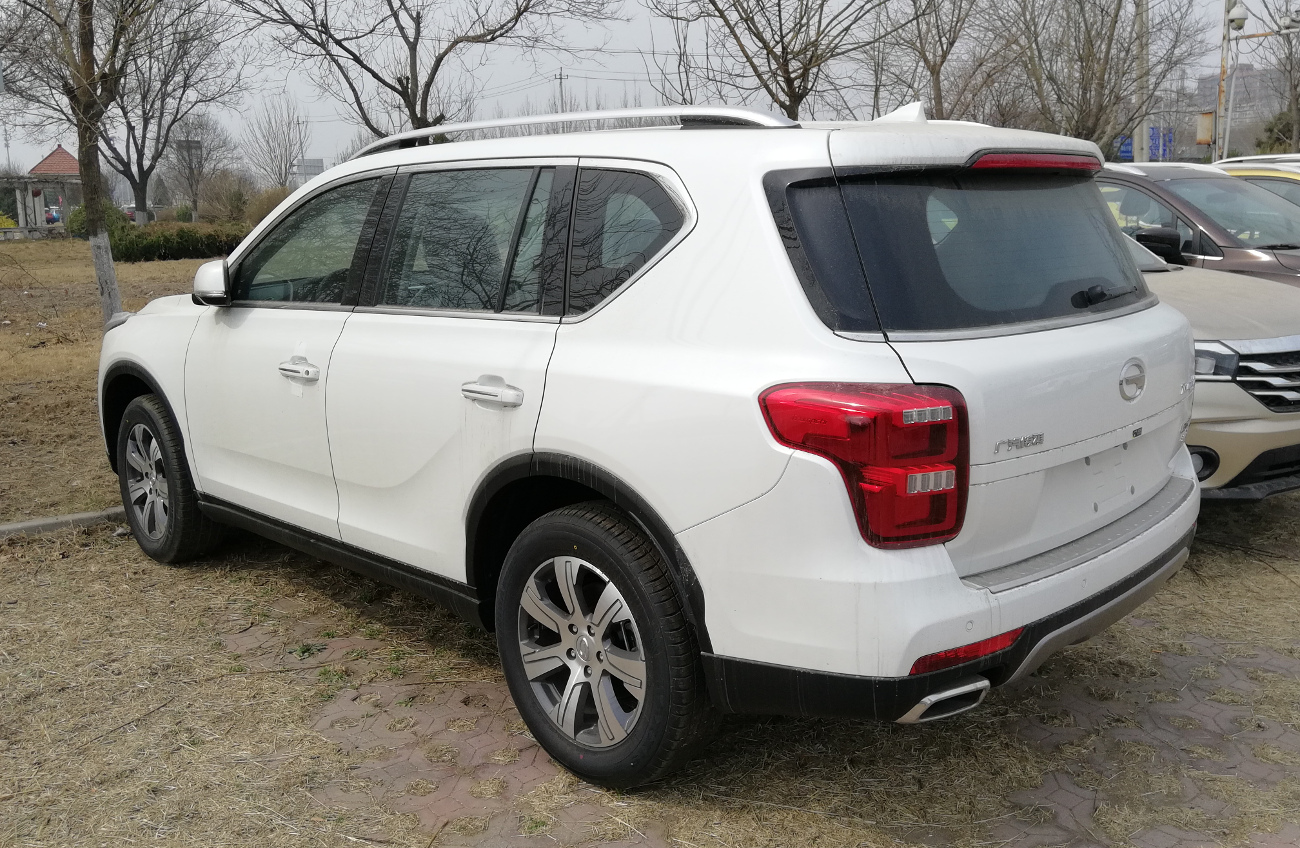
GAC GS7 (вид сзади)
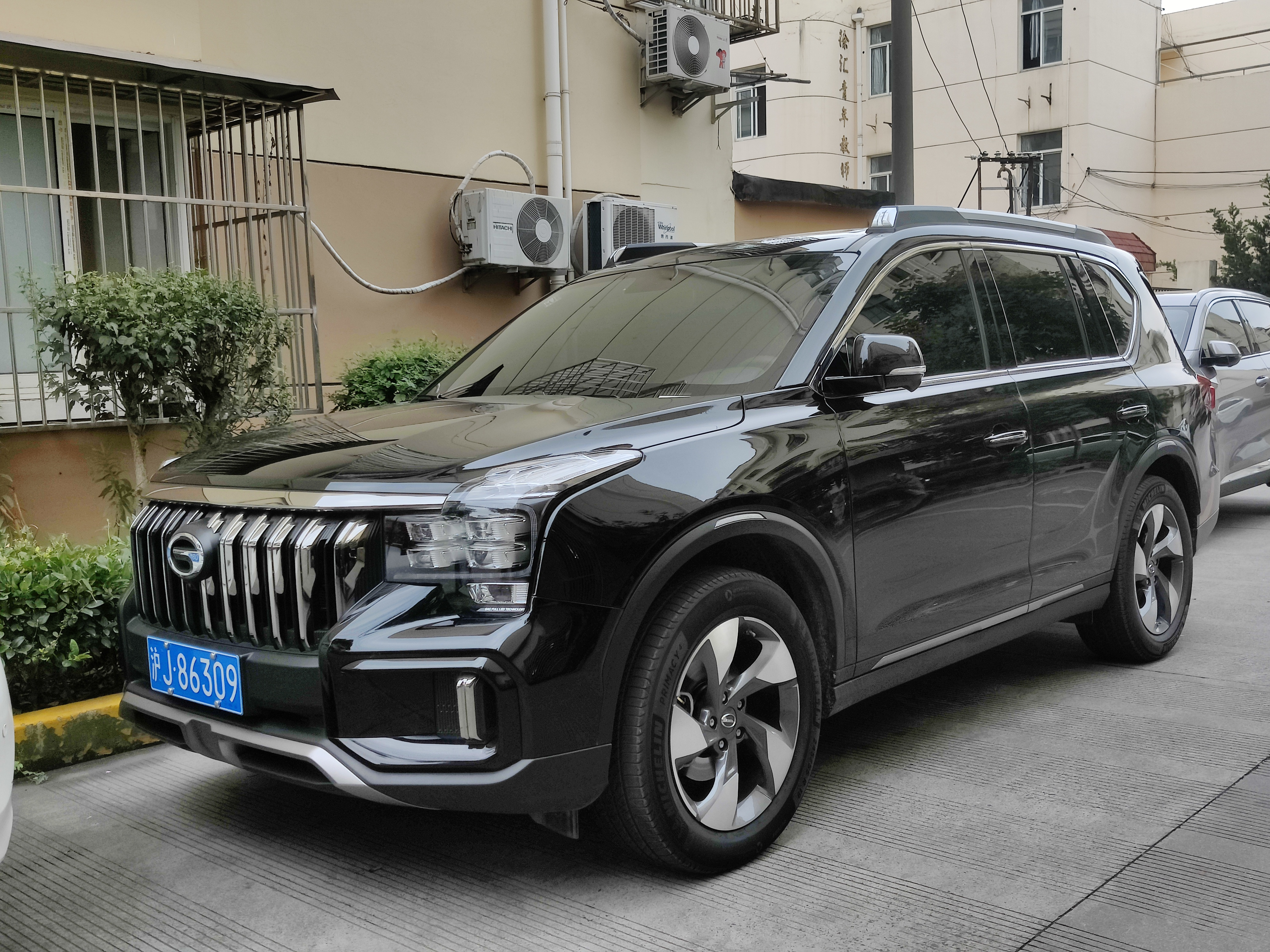
GAC GS8S (вид спереди)
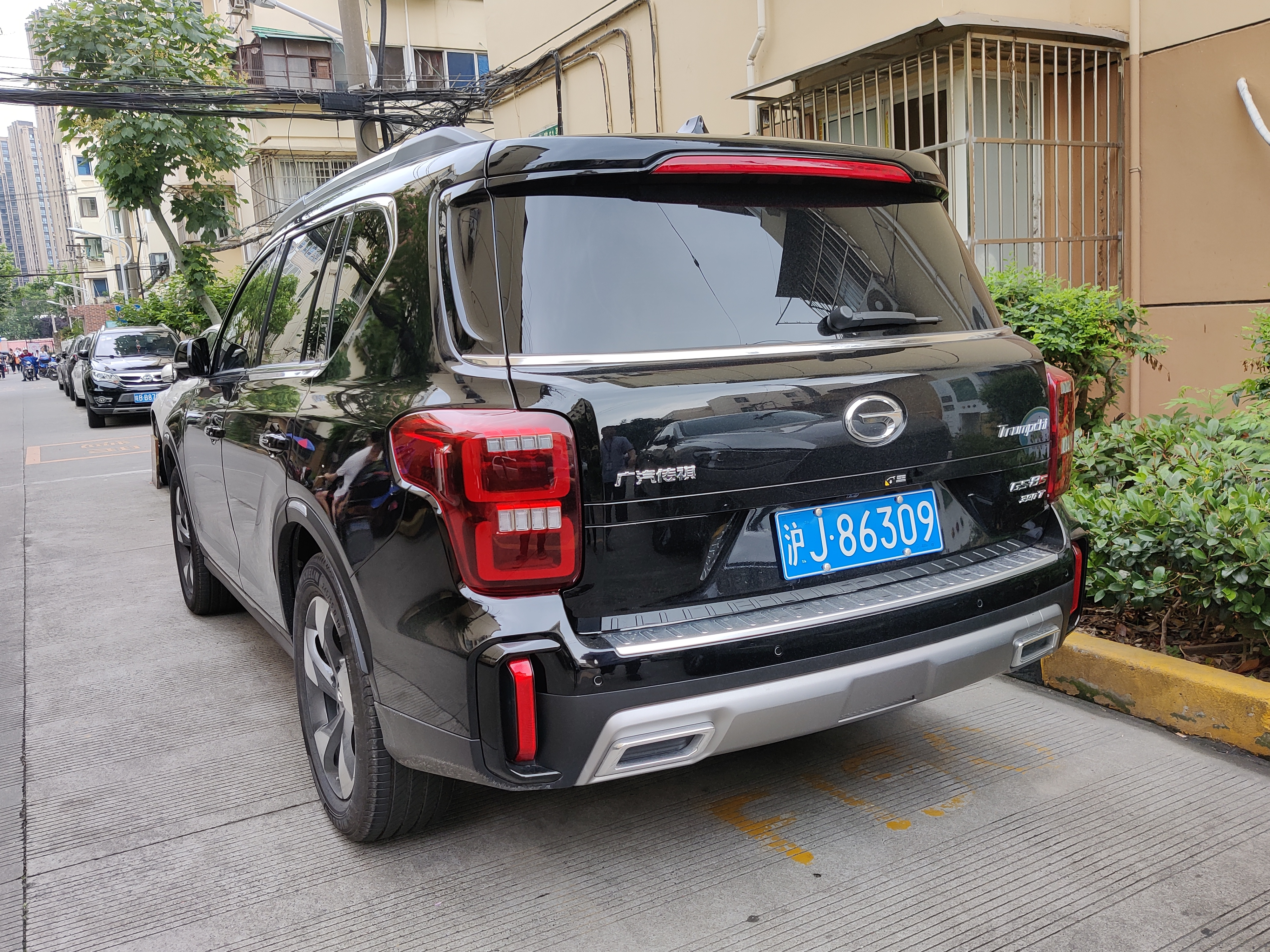
GAC GS8S (вид сзади)